# Annalisa Cochrane
Annalisa Cochrane (Gig Harbor, Washington, 21 de junho de 1996) é uma atriz norte-americana. Ela apareceu pela primeira vez na tela no filme para televisão The Bride He Bought Online (2015). Ela é conhecida por seu papel recorrente de Yasmine na série Netflix Cobra Kai (2018–presente) e seu papel principal como Addy Prentiss na série Peacock elogiada pela crítica One of Us Is Lying (2021–2022).

## Biografia
Cochrane nasceu e foi criado em Gig Harbor, Washington. Ele viveu por 10 anos em Pune, na Índia, antes de se mudar para os Estados Unidos. Ela frequentou a Universidade Loyola Marymount em Los Angeles.

## Filmografia

### Cinema
| Ano       | Título                            | Papel                   | Notas                                  |
| --------- | --------------------------------- | ----------------------- | -------------------------------------- |
| 2015      | The Bride He Bought Online        | Kaley                   | Filme de televisão                     |
| 2015      | Baby Daddy                        | Seventeen-year-old Emma | Episode: "Parental Guidance Suggested" |
| 2016      | Modern Family                     | Melanie                 | Episódio: "Promposal"                  |
| 2016      | The Night Stalker                 | Mary                    | Filme de televisão                     |
| 2016      | Major Crimes                      | Madeline Kimball        | Episódio: "N.S.F.W"                    |
| 2016      | Air Jaws: Night Stalker           | TBD                     | Television special                     |
| 2016      | Emma's Chance                     | Other girl              |                                        |
| 2017      | Henry Danger                      | Noelle                  | Episódio: "Double Date Danger"         |
| 2017      | It's Always Sunny in Philadelphia | Birthday girl           | Episódio: "PTSDee"                     |
| 2017      | Famous in Love                    | Hot girl                | Episódio: "Pilot"                      |
| 2017      | Days of Our Lives                 | Alyssa                  |                                        |
| 2017      | The Young and the Restless        | Zoey                    | Recurring; 12 episódios                |
| 2017      | Brown Girls                       | Emily                   | Filme de televisão                     |
| 2018–2025 | Cobra Kai                         | Yasmine                 |                                        |
| 2018      | Heathers                          | Shelby Dunnstock        | Recurring; 8 episódios                 |
| 2018      | NCIS: Los Angeles                 | Emily Conway            | Episódio: "A Diamond in the Rough"     |
| 2018      | Kappa Crypto                      | Rebecca                 | Elenco principal; 8 episódios          |
| 2019      | Weird City                        | Colleen                 | Episódio: "Go to College"              |
| 2019      | Into the Dark                     | Kellyann                | Episódio: "Pure"                       |
| 2019      | Apparition                        | Skyler                  |                                        |
| 2020      | Confessional                      | Raquel                  |                                        |
| 2021–2022 | One of Us Is Lying                | Addy Prentiss           | Elenco principal                       |